# Fàbrica Molins Germans
La Fàbrica Molins Germans és l'edifici d'una antiga fàbrica de la indústria tèxtil llanera de Sabadell. S'hi produïen de teixits de novetat de fantasia per a senyora; destaca el famós «negro Molins» per al modista d'alta costura Cristóbal Balenciaga.

## La fàbrica (1941-1976)
La fàbrica, projectada el 1941 per l'arquitecte Santiago Casulleras, està formada per una nau principal de planta rectangular i diversos cossos annexos articulats a l'entorn d'un pati. La composició d'aquests cossos configura un tot unitari que posa èmfasi en l'horitzontalitat i els trets racionalistes.
Té una coberta original en forma de dents de serra que es traslladen a la façana en forma d'una finestra rectangular per a cada dent. L'estructura d'aquesta coberta es recolza en bigues i pilars metàl·lics on destaquen unes lluernes de vidre que aporten la llum necessària al seu interior. La dècada de 1940 va implicar una renovació de l'estètica dels edificis industrials amb l'adopció de trets racionalistes i l'abandonament de la tipologia típica dels vapors de Sabadell.
Al pati d'accés, a mà esquerra, s'hi situa el cos de les dependències de direcció de la fàbrica, mentre que al fons del pati d'accés destaca una torre de planta rectangular amb diverses obertures disposades simètricament que culminen amb uns finestrals al darrer nivell. La torre, que es comunica amb les naus, esdevé tot un element simbòlic del conjunt.
Des del 1941, l'edifici es va eixamplar per etapes. El 1944 es va ampliar la nau, els soterranis i la torre. Més tard es va afebir una nova planta als magatzems, afegint-hi una nova planta, i en anys posteriors el conjunt s'amplià encara més. El 1976 la fàbrica va tancar les portes i l'edifici va ser subdivit per a diversos usos.

## El Centre de formació Cal Molins (2009-…)
El 2001 l'ajuntament van comprar el conjunt per crear-hi un centre de formació. La rehabilitació es va realitzar entre 2007 i 2010. Les mateixes reformes de l'antic edifici van servir per formar més de tres cents alumnes dels tallers de Vapor Llonch: paletes, instal·ladors, fusters i pintors. Ara s'hi troba el Centre de Formació Cal Molins que ha esdevingut un punt de referència a Catalunya quant a formació no reglada. És un dels equipaments més grans destinats a la formació per l'ocupació en el territori català: amb més de 3.000 m² de superfície preveu beneficiar cada any més de 1.800 persones. Ara s'hi troben les escoles de flequers, metal·lúrgia i arts gràfiques, el Punt Òmnia, el pati i el magatzem. El 2018 s'hi va afegir un curs de patronatge i confecció de productes de moda.